# 세계유산

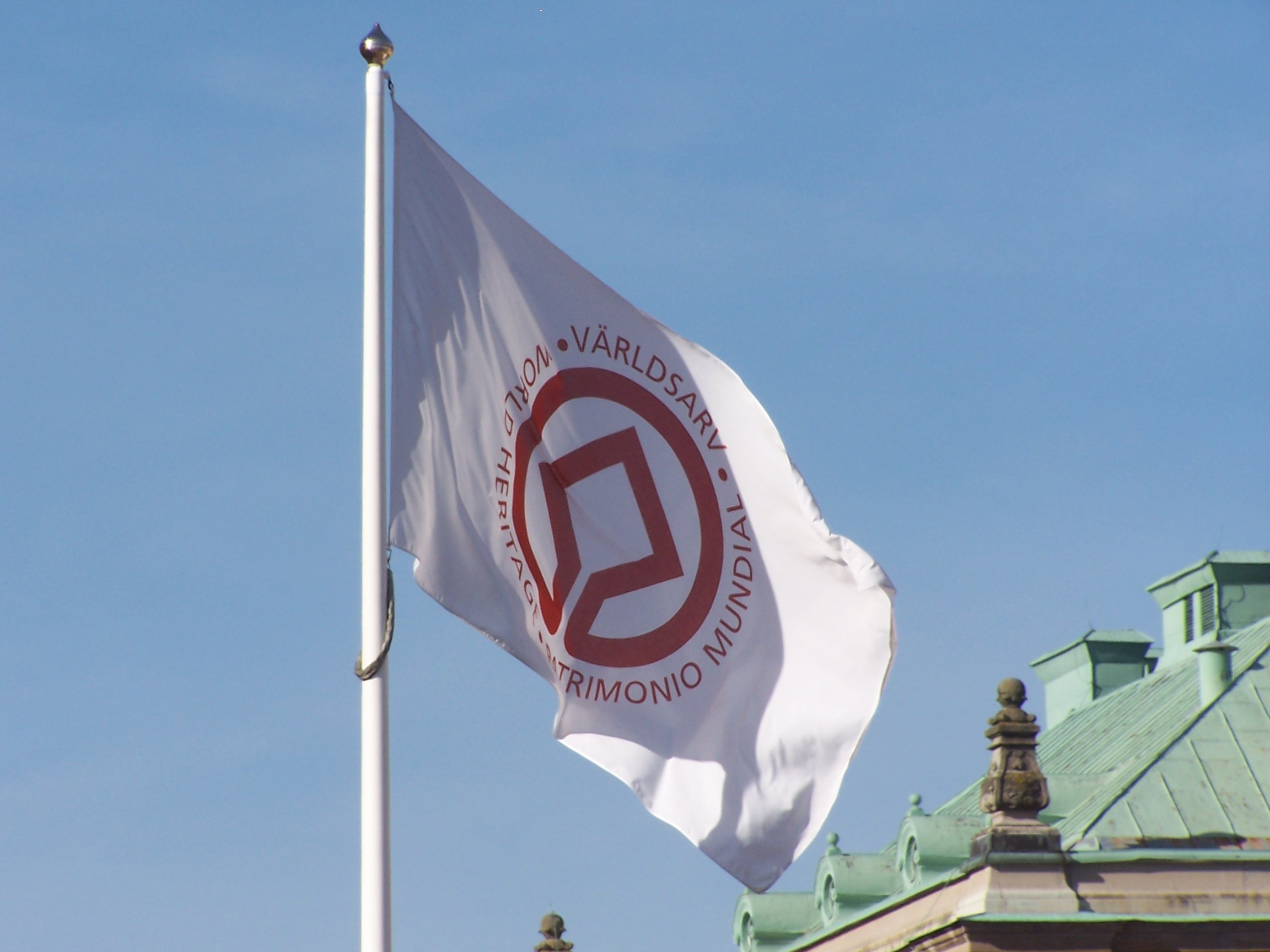
유네스코 세계 유산 위원회를 상징하는 깃발

유네스코 세계유산(영어: UNESCO World Heritage Site)은 유네스코에서 인류의 소중한 문화 및 자연 유산을 보호하기 위해 지정한 것이다. 1972년 11월 제17차 정기 총회에서 채택된 세계 문화 및 자연 유산 보호 협약"에 따라 정해진다. 세계 유산 목록은 세계 유산 위원회가 전담하고 있다.
세계 유산은 역사적으로 중요한 가치를 가지는 문화 유산과 지구의 역사를 잘 나타내고 있는 자연 유산, 그리고 이들의 성격을 합한 복합 유산으로 구분된다.

## 선정 기준
세계 유산은 다음과 같은 선정 기준에 따라 선정되고 분류된다.
문화 유산
- I. 독특한 예술적 혹은 미적인 업적, 즉 창조적인 재능의 걸작품을 대표하는 유산.
- II. 일정한 시간에 걸쳐 혹은 세계의 한 문화권 내에서 건축, 기념물 조각, 정원 및 조경 디자인, 관련 예술 또는 인간 정주 등의 결과로서 일어난 발전 사항들에 상당한 영향력을 행사한 유산
- III. 독특하거나 지극히 희귀하거나 혹은 아주 오래된 유산.
- IV. 가장 특징적인 사례의 건축 양식으로서 중요한 문화적, 사회적, 예술적, 과학적, 기술적 혹은 산업의 발전을 대표하는 양식.
- V. 중요하고 전통적인 건축 양식, 건설 방식 또는 인간 주거의 특징적인 사례로서 자연에 의해 파괴되기 쉽거나 역행할 수 없는 사회·문화적 혹은 경제적 변혁의 영향으로 상처받기 쉬운 유산.
- VI. 역사적 중요성이나 함축성이 현저한 사상이나 신념, 사진이나 인물과 가장 중요한 연관이 있는 유산.
- 국제기념물유적협회(ICOMOS)와 국제 문화재보존 로마센터(ICCROM)가 도움을 지원

자연 유산
- VII. 특별한 자연미와 심미적 중요성을 지닌 빼어난 자연 현상이나 지역.
- VIII. 생명체의 기록, 지형 발달과 관련하여 진행 중인 중요한 지질학적 과정, 또는 중요한 지형학적, 지문학적 특징을 비롯하여, 지구사의 주요 단계를 보여주는 매우 훌륭한 사례.
- IX. 육상, 담수, 해안 및 해양 생태계와 동식물군의 진화 및 발달과 관련하여 진행 중인 중요한 생태학적, 생물학적 과정을 보여주는 훌륭한 사례.
- X. 과학적 또는 보전적 관점에서 뛰어난 보편적 가치가 있는 멸종 위기종을 포함하는 곳을 비롯하여, 생물 다양성의 현장보전을 위해 가장 중요하고 의미있는 자연 서식지.
- 국제자연보전연맹(IUCN)이 참여

## 세계유산위원회
세계유산위원회는 매년 6월말에서 7월 사이에 위원회를 열어 심의하고, 신규 세계유산을 최종 결정한다.
| 결정사항        | 내용                                                                                    | 비교                                                                 |
| --------------- | --------------------------------------------------------------------------------------- | -------------------------------------------------------------------- |
| 등재            | 세계유산 등재                                                                           | 극히 예외적인 경우(이스라엘-아랍간 유산 등)를 제외하고는 그대로 등재 |
| 보류 (Referral) | 일부 미비한 자료가 있어 다음해 2월 1일까지 추가 자료 제출 필요. 자료 보완시 차기 위원회 | 자료 보완시 당해 또는 차기년도 회의에서 등재가능성 높음              |
| 반려 (Deferral) | 등재신청서상에 심각한 결함이 있어 심화연구 또는 신청서 수정 필요                        | 원칙적으로 현지 재조사                                               |
| 등재 불가       | 등재 불가                                                                               | 같은 유산 재신청 불가                                                |

## 기록
- 가장 북쪽에 위치한 세계 유산: 브란겔섬 자연보호구역 ( 러시아)
- 가장 남쪽에 위치한 세계 유산: 매쿼리섬 ( 오스트레일리아)
- 가장 먼저 제명된 세계 유산: 아라비아영양 보호구역 ( 오만, 1994년 ~ 2007년)
- 가장 먼저 제명된 세계 문화 유산: 드레스덴 엘베 계곡 ( 독일, 2004년 ~ 2009년)
- 가장 많은 나라에 걸쳐 있는 세계 유산: 스트루베 측지 아크 ( 노르웨이,  스웨덴,  핀란드,  에스토니아,  라트비아,  리투아니아,  러시아,  벨라루스,  우크라이나,  몰도바 총 10개국)

## 지역 통계
2017년 기준 167개국의 1,073곳이 세계 유산으로 지정되었다. 832곳이 문화 유산, 206곳이 자연 유산, 35곳이 복합 유산이다. 많은 세계 유산을 가진 국가들은 이탈리아(58곳), 중국(57곳), 독일(51곳) 순이다. 또한, 대한민국과 조선민주주의인민공화국은 각각 16곳과 2곳의 세계 유산이 지정되어 있다.
지역을 표로 분류하면 다음과 같다.
| 지역                         | 문화 | 자연 | 복합 | 전체 | %    | 세계 유산 보유국 |
| ---------------------------- | ---- | ---- | ---- | ---- | ---- | ---------------- |
| 아프리카                     | 51   | 37   | 5    | 93   | 9%   | 35               |
| 아랍 연맹                    | 74   | 5    | 3    | 82   | 8%   | 18               |
| 아시아 및 태평양             | 177  | 64   | 12   | 253  | 24%  | 36               |
| 유럽 및 북아메리카           | 434  | 62   | 10   | 506  | 47%  | 50               |
| 라틴 아메리카 및 카리브 제도 | 96   | 38   | 5    | 139  | 13%  | 28               |
| 전체                         | 832  | 206  | 35   | 1073 | 100% | 167              |

- 러시아와 몽골에 위치한 "우브스 누르 분지"[3]와 "다우리아 경관"[4]은 유럽, 아시아 및 태평양 지역에 있지만, 여기서는 아시아 및 태평양 지역으로 계산한다.
- 아르헨티나, 벨기에, 프랑스, 독일, 인도, 일본, 스위스에 위치한 "르코르뷔지에의 건축 작품, 모더니즘 운동에 관한 탁월한 기여"[5]는 유럽, 아시아 및 태평양, 라틴 아메리카 및 카리브 제도에 있지만 여기서는 유럽 및 북아메리카 지역으로 계산한다.

## 세계유산 목록
- 아시아의 세계유산
- 유럽의 세계유산
- 아프리카의 세계유산
- 북아메리카의 세계유산
- 남아메리카의 세계유산
- 오세아니아의 세계유산

## 같이 보기
- 유네스코
- 유네스코 한국위원회
- 세계유산 잠정목록
- 세계기록유산
- 인류무형문화유산
- 생물권보전지역
- 세계지질공원
- 세계 책의 수도
- 유네스코 창의도시 네트워크
- 유네스코 글로벌 학습도시 네트워크
- 유네스코 학습도시상
- 유네스코 국제상
  - 유네스코 세종대왕 문해상
  - 유네스코 직지상
- 국제 기념해
- 국제 기념일

## 참고 문헌
- 이 문서에는 다음커뮤니케이션(현 카카오)에서 GFDL 또는 CC-SA 라이선스로 배포한 글로벌 세계대백과사전의 내용을 기초로 작성된 글이 포함되어 있습니다.